# Pagsanjan
Pagsanjan (Bayan ng Pagsanjan) är en kommun i Filippinerna. Kommunen ligger på ön Luzon, och tillhör provinsen Laguna. Folkmängden uppgår till 19 494 invånare.

## Barangayer
Pagsanjan är indelat i 16 barangayer.
| - Anibong - Biñan - Buboy - Cabanbanan - Calusiche - Dingin - Lambac - Layugan | - Magdapio - Maulawin - Pinagsanjan - Barangay I (Pob.) - Barangay II (Pob.) - Sabang - Sampaloc - San Isidro |